# Ограниченная ответственность
Ограни́ченная отве́тственность — правовая ответственность, когдa учредители отвечают по обязательствам компании только в пределах вложенного в неё капитала. См. также Общество с ограниченной ответственностью и Товарищество с ограниченной ответственностью.
Ограниче́ние отве́тственности — один из принципов, лежащих в основе понятия о юридическом лице, заключающийся в том, что юридическое лицо, хотя и являясь абстракцией, фактически имеет ряд признаков реального лица (то есть человека), в частности, оно само способно иметь права и нести обязанности, таким образом, ограничивая права и обязанности (в том числе, ответственности) лиц, являющихся участниками (то есть конечными владельцами — физическими лицами) такого юридического лица.
Среди различных организационно-правовых форм юридических лиц, предусмотренных законодательствами разных стран мира, не все предоставляют ограничение ответственности лицам, стоящим за этими юридическими лицами. Варьируется также степень и характер ограничения такой ответственности. В некоторых правовых системах ограничение ответственности рассматривают как привилегию, которая даруется участникам юридического лица взамен выполнения ими определённых требований (соблюдения корпоративных процедур и под.); и в случае несоблюдения указанных требований эта привилегия может быть признана необоснованной, а ответственность обращена на имущество таких участников.
Экономический смысл ограничения ответственности заключается в стимулировании экономической активности граждан и более активном использовании инвестиционных возможностей. Существование современных публичных рынков капитала (и, прежде всего, бирж) не представляется возможным без задействования принципа ограниченной ответственности.

## Страхование
Условия отдельных видов страхования, в которые закладывается ограничение выплат страхового возмещения для сохранения необходимой финансовой устойчивости страховых операций.